# Oryba
Oryba is een geslacht van vlinders uit de onderfamilie Macroglossinae van de familie pijlstaarten (Sphingidae).

## Soorten
- Oryba achemenides (Cramer, 1779)
- Oryba kadeni (Schaufuss, 1870)